# オーランド・ブラウン・ジュニア
オーランド・クロード・ブラウン・ジュニア（Orlando Claude Brown Jr. 、1996年5月2日 - ）は、アメリカ合衆国メリーランド州ボルチモア出身のアメリカンフットボール選手。ポジションはオフェンシブタックル（OT）。NFLのシンシナティ・ベンガルズに所属している。
カレッジフットボールはオクラホマ大学でプレーをし、2018年のNFLドラフトで3巡目全体83位指名をされ、ボルチモア・レイブンズに入団した。

## 大学時代
1年目の2014年は、レッドシャツ生として過ごした。2015年には先発レフトタックルに指名された。2018年1月3日、ブラウンは4年生シーズンはプレーをせず、2018年のNFLドラフトに参加することを発表した。

## プロキャリア

### NFLドラフト
オクラホマ大学のプロデーでは、40ヤードダッシュ (5.68 秒)、20ヤードダッシュ (3.28 秒)、10ヤードダッシュ (1.88 秒)、ベンチプレス (18回)、垂直ジャンプ (251⁄2インチ)、幅跳び（7フィート5インチ）。ブラウンは、ジャクソンビル・ジャガーズ、ボルチモア・レイブンズ、フィラデルフィア・イーグルス、デトロイト・ライオンズなど、複数のチームの訪問やプライベートワークアウトに参加した。また、スポーツ・イラストレイテッドによって4番目に優れたオフェンシブタックルとしてランク付けされ、DraftScout.com およびScouts Inc.によって6番目に優れたオフェンシブタックルにランク付けされた。
| 身長                                          | 体重            | 腕 の 長 さ   | 手 の 大 き さ   | 40Yrd ダ ッ シ ュ | 10Yrd ス プ リ ッ ト | 20Yrd ス プ リ ッ ト | 20Yrd シ ャ ト ル | 3 コ 丨 ン ド リ ル | 垂 直 跳 び       | 立 ち 幅 跳 び     | ベ ン チ プ レ ス |
| --------------------------------------------- | --------------- | ------------- | ---------------- | ----------------- | -------------------- | -------------------- | ----------------- | ------------------- | ----------------- | ------------------ | ----------------- |
| 6 ft 7+7⁄8 in (203 cm)                        | 345 lb (156 kg) | 35 in (89 cm) | 9+3⁄4 in (25 cm) | 5.85 s            | 2.00 s               | 3.29 s               | 5.38 s            | 7.87 s              | 25+1⁄2 in (65 cm) | 7 ft 5 in (2.26 m) | 18 回             |
| All values from Pro Day, except 40 and cones. |                 |               |                  |                   |                      |                      |                   |                     |                   |                    |                   |

### ボルチモア・レイブンズ
ブラウンは、2018年のNFLドラフトの3巡目（全体83位）でボルチモア・レイブンズによって指名された。
2018年5月16日、レイブンズはブラウンと4年349万ドルの契約を結び、これには865,720ドルの契約ボーナスが含まれている。ルーキーシーズンは全16試合に出場し、ライトタックルで10試合に先発した。
2020年1月15日、2020年プロボウルのオフェンシブ タックルの控え選手として指名されていたブラウンが、負傷したオークランド・レイダースのトレント・ブラウンに代わってプロボウルに出場した。ブラウンは、2020年に2度目のプロボウルに選ばれた。

### カンザスシティ・チーフス
2021年4月23日、ブラウンは2021年のNFLドラフトの2巡目（全体58位）指名権と2022年のNFLドラフトの6巡目指名権と引き換えに、1巡目指名権とともにカンザスシティ ・チーフスにトレードされた。ブラウンは、チームでの最初のシーズンでプロボウルに選ばれた。
チーフスは、2022年3月7日にブラウンに非独占的タグを付けた。長期契約に至らなかった後、2022年8月2日にフランチャイズタグでの1年1,670万ドルの契約に署名した。
2022年シーズンもプロボウルに選ばれた。

### シンシナティ・ベンガルズ
2023年3月17日、シンシナティ・ベンガルズと、4,350万ドルが保証された4年総額6,409万ドルの契約に合意した。
2024年シーズン、第8週のフィラデルフィア・イーグルス戦で腓骨を骨折し、プロ入り後初めての欠場を含む6試合を欠場した。